# رولاند أوموريوي
رولاند أوموريوي (بالإنجليزية: Roland Omoruyi) (مواليد 5 يونيو 1959) هو ملاكم نيجيري، مثّل بلاده في الألعاب الأولمبية الصيفية في دورتي 1980 و1984.

## روابط خارجية
رولاند أوموريوي على موقع أوليمبيديا (الإنجليزية)
- رولاند أوموريوي على موقع اتحاد ألعاب الكومنولث (مؤرشف) (الإنجليزية)